# Шулани
Шулани́ — село в Гунибском районе Дагестана. Административный центр сельского поселения Сельсовет Шуланинский.

## География
Расположено в 10 км к югу от районного центра с. Гуниб.

## Население
| 1888 | 1895 | 1926 | 1939 | 1970 | 1989 | 2002 |
| ---- | ---- | ---- | ---- | ---- | ---- | ---- |
| 458  | ↗493 | ↘436 | ↗529 | ↗556 | ↘536 | ↗736 |
| 2010 | 2021 |      |      |      |      |      |
| ↗745 | ↗924 |      |      |      |      |      |